# Jean-Claude Boulanger
Jean-Claude Ézechiel Jean-Baptiste Boulanger (ur. 1 marca 1945 w Journy) – francuski duchowny katolicki, biskup Bayeux w 2010–2020.

## Życiorys
Święcenia kapłańskie otrzymał 25 czerwca 1972 i został inkardynowany do diecezji Arras. Pracował m.in. w regionach St. Pol-sur-Ternoise oraz Boulogne-Calais. W 1987 założył w Condette ośrodek duchowości i aż do nominacji biskupiej był jego dyrektorem.

### Episkopat
16 października 2001 papież Jan Paweł II mianował go biskupem koadiutorem diecezji Sées. Sakry biskupiej udzielił mu 2 grudnia 2001 bp Jean-Paul Jaeger. Pełnię rządów w diecezji objął 25 kwietnia 2002 po przejściu na emeryturę poprzednika.
12 marca 2010 został mianowany biskupem ordynariuszem Bayeux.